# Quest for Glory II: Trial by Fire
Quest for Glory II: Trial by Fire (с англ. — «В поисках славы II: Испытание огнём») — компьютерная приключенческая/ролевая игра, выпущенная Sierra On-Line в 1990 году, вторая игра серии Quest for Glory.

## Сюжет
Действие Quest for Glory II происходит в вымышленном городе Шапир, стилизованном под Ближний Восток, куда протагонист попадает на ковре-самолёте сразу по завершении первой части серии. В городе бесчинствуют элементали, а соседний город, Разир, под гнётом тирана. Герой должен последовательно справиться с каждым из четырёх элементалей, попасть в Разир и в финальной схватке победить злого волшебника Ада Ависа.

## Игровой Процесс
Как и первая часть, Quest For Glory II предлагает фактически три существенно различных способа прохождения. Выбор этот делается в начале игры и определяется классом персонажа, их возможно три — Воин, Маг или Вор. Каждый из классов имеет свой способ решения сюжетных головоломок и свои побочные задания. Персонаж имеет ряд числовых характеристик, которые являются определяющим фактором при выяснении успешности ряда игровых действий, например, лазания по скалам или балансирования на натянутой верёвке. Характеристики повышаются при использовании соответствующих навыков, так, бой на мечах развивает умение парировать, которое со временем увеличивает навык силы.

## Юмор
Как и другие игры серии, Quest for Glory II изобилует шутками, сарказмом, пасхальными яйцами, аллюзиями на игровую индустрию, кинематограф и литературу того времени. Так, город Разир, название которого, кстати, является анаграммой названия компании (Rasier, Sierra), и злой волшебник Ад Авис являются пародией на Оруэлла.

## Реакция
После первой части вторая была принята более спокойно. Журнал ACE дал версии для ОС Amiga оценку 600 из 1000, раскритиковав за среднюю графику, музыку, низкую скорость. Спустя год, в 1991 году, журнал Dragon оценил игру на 5 из 5 звёзд.